# Elecciones generales de Uruguay de 2009
Las elecciones generales del Uruguay se llevaron a cabo en dos vueltas. La primera tuvo lugar el día domingo 25 de octubre de 2009 y la segunda (el balotaje) el día domingo 22 de noviembre de 2009. En esta última instancia resultó vencedora la fórmula presidencial del Frente Amplio, integrada por José Mujica y Danilo Astori.

## Generalidades
El sistema electoral uruguayo actual define que el proceso de elección presidencial consta, al menos, de dos etapas, pudiendo llegar a requerir una tercera. Por otra parte, en la segunda etapa se elige además a los miembros del parlamento. En una primera instancia, cada uno de los partidos políticos debe someterse a una elección interna, con el fin de determinar una candidatura presidencial única por partido. Esta instancia se lleva a cabo mediante sufragio no obligatorio entre todos los habitantes adultos habilitados para votar. En la segunda etapa, se establece la elección propiamente dicha entre los candidatos presidenciables únicos de los distintos partidos -junto con los candidatos a la vicepresidencia ratificados por el congreso de cada partido- a la vez que se conforma el Poder Legislativo. Si, llevada a cabo esta instancia, ningún partido obtiene la mayoría absoluta de los votos emitidos (tomándose en cuenta para el caso los votos anulados y en blanco), se ejecuta una tercera instancia de balotaje o segunda vuelta, en la cual compiten por la Presidencia de la República las fórmulas de presidente y vicepresidente de los dos partidos más votados. En caso contrario, se da por electa la fórmula que obtuvo esa mayoría absoluta. Tanto en la segunda como en la tercera etapa el sufragio es obligatorio.
En junio de 2009 se celebraron las elecciones internas, en las que varios precandidatos disputaron las candidaturas únicas de los partidos para la Presidencia de la República. El domingo 25 de octubre de octubre se llevaron a cabo las elecciones presidenciales y, dado que ninguno de los partidos alcanzó la mayoría absoluta de los votos emitidos, fue necesaria la celebración de una segunda vuelta o balotaje el domingo 22 de noviembre, instancia en la que se votaron los cargos a Presidente y Vicepresidente de la República entre las dos fórmulas más votadas en octubre: José Mujica-Danilo Astori por el Frente Amplio y Luis Alberto Lacalle-Jorge Larrañaga por el Partido Nacional. Tanto el presidente electo en esta ocasión, José Mujica, como el vicepresidente electo, Danilo Astori, asumirán sus cargos el 1 de marzo de 2010, sustituyendo a sus predecesores respectivos, Tabaré Vázquez y Rodolfo Nin Novoa.
En la instancia de octubre se conformó, además, el Parlamento. Se eligieron 30 senadores para el Senado de la XVII Legislatura, y también 99 diputados para la Cámara Baja de dicha legislatura.

## Particularidades de estos comicios
Las anteriores elecciones presidenciales concitaron particular interés, debido a que por primera vez un partido de izquierda se acercaba al Gobierno. Pero en esta ocasión, según los politólogos, «ya no quedaban vírgenes», en alusión al hecho de que los partidos más importantes ya estuvieron todos en el Gobierno. Por lo tanto, la expectativa respecto de «quién podría ganar» fue aumentando; todos los grandes partidos cargan con una historia de gobierno a sus espaldas, y la capacidad para gobernar bien es un factor clave a la hora de decidir.
Un elemento que gravitó a principio del año fue un intento de reelección presidencial inmediata de Tabaré Vázquez. Como la misma está prohibida por la Constitución, se requería un plebiscito, que se insistía en celebrar junto con las elecciones presidenciales. Pero a pesar del gran apoyo dentro y fuera del Frente Amplio, Tabaré Vázquez no quiso, y se recolectaron apenas 100.000 firmas. El intento reeleccionista abortó; de haber prosperado, el panorama electoral podría haber sido distinto: un presidente popular, apelando a seguir, con algún candidato desafiante en la vereda de enfrente.
Una vez realizadas las elecciones internas de junio, los partidos se abocaron a un complejo proceso de recomposición interna, para acompañar a sus respectivos candidatos únicos y poder competir exitosamente, tanto por la primera magistratura, como por bancas parlamentarias, fundamentales a la hora de conformar y llevar adelante un gobierno. Cabe destacar que sólo un expresidente compitió en esta elección; los otros expresidentes, Julio María Sanguinetti y Jorge Batlle Ibáñez, habían llegado al final de sus liderazgos políticos. Si a esto se sumaba que el presidente Tabaré Vázquez estaba impedido de participar, y también que varios líderes sectoriales frenteamplistas ya promediaban los 70 años de edad, estas elecciones concitaron enorme interés por el grado definitorio para los nuevos liderazgos sectoriales a nivel nacional.
El panorama fue muy competitivo, dado que varios líderes políticos probaron sus respectivas fuerzas en junio, y quisieron volver a hacer valer su peso en octubre; a diferencia de lo normal una década atrás, en que pocos líderes delineaban y dirigían el mapa político, ahora múltiples dirigentes ascendentes aspiraban a conquistar posiciones de primera línea. No es exagerado concluir que las elecciones internas se fueron transformando en una nueva manera de reperfilar el mapa político cada cinco años, en un formidable preámbulo de las elecciones legislativas donde sí se termina jugando todo; y, mirando aún más hacia adelante, perfilarse también candidatos para las elecciones de 2014.
La ciudadanía uruguaya, otrora tradicionalista a la hora de elegir partido, se fue volviendo cada vez más flotante. Y si bien entre 1984 y 2004 el Frente Amplio había venido sumando en cada elección a casi un 10% del total del electorado, partiendo de un 21% para terminar ganando con mayoría absoluta en 2004, nada garantizaba que ese proceso prosiguiera. En definitiva, cinco años después de su primera victoria electoral, el Frente Amplio vio casi congelada su votación, que descendió un par de puntos porcentuales. En palabras del politólogo Óscar Bottinelli, "el FA ganó de nuevo, porque la pelota pegó en el palo": le ayudó la popularidad de Tabaré Vázquez, pero no tenía la victoria asegurada de antemano.

## Postulantes
Tal como lo señala la Constitución de la República, todo partido que desee presentarse a las elecciones presidenciales de octubre, debe elegir su candidato único en las internas; y además, debe cosechar un mínimo de 500 votos. La experiencia anterior indica que en general los partidos sin representación parlamentaria suelen quedar afuera de la contienda en octubre; y esta ocasión tampoco fue la excepción: de ocho partidos que comparecieron en junio, sólo cinco pudieron hacerlo en octubre. Numerosas listas al Senado respaldaron las candidaturas presidenciales.
| - Sublema «El presidente para todos»: - Espacio 609, encabezada por Lucía Topolansky, Eduardo Bonomi, Alberto Couriel, Ernesto Agazzi, Jorge Saravia y Constanza Moreira - Lista 1001, encabezada por Eduardo Lorier, Oscar López Goldaracena y Juan Castillo - Cabildo 1813 (Liga Federal Frenteamplista), liderada por Darío Pérez - Lista 5271 (Corriente de Izquierda), encabezada por Darío Estades - Compromiso Frenteamplista, lista 711. - Corriente de Unidad Frenteamplista, lista 9393. - otra lista encabezada por Andrés Gedraz - Sublema «Unidad y Pluralismo Frenteamplista»: - Frente Liber Seregni, encabezada por Danilo Astori, Rodolfo Nin Novoa, Rafael Michelini, Carlos Baráibar y Susana Dalmás. Las listas llevan los números: 2121 (Asamblea Uruguay), 738 (Alianza Progresista), 99000 (Nuevo Espacio), 642 (Movimiento de Integración Alternativo), 1642 (Uruguay Afirmativo) y 13 (Agrupación 13 de diciembre, con una lista a diputados encabezada por la afrouruguaya Alicia Esquivel). Además en el interior se han presentado fusiones de las listas principales al estilo 2121738 en Canelones o 219978 en Maldonado - Espacio 90, encabezada por Daniel Martínez, Mónica Xavier, Reinaldo Gargano y Daisy Tourné - Partido Obrero Revolucionario, lista 871 encabezada por Raúl Campanella. - Sublema «Más unidad, más compañeros»: - CAP-L, lista 7373, encabezada por Eleuterio Fernández Huidobro y Luis Rosadilla - Vertiente Artiguista, lista 77, encabezada por Enrique Rubio y Juan Faroppa - Lista 5005, encabezada por Diego Cánepa, Beatriz Ramírez, María Julia Muñoz y Víctor Rossi - Lista 787 (Corriente Encuentrista Independiente), encabezada por Darío Pérez; sin sublema. - Lista 1968 (Partido Socialista de los Trabajadores), encabezada por Pablo Cabrera; sublema Democracia Socialista. |

| Listas al Senado: - Unidad Nacional: encabezada por Luis Alberto Lacalle, seguido por Francisco Gallinal, Luis Alberto Heber, Juan Chiruchi, Gustavo Penadés, Carmelo Vidalín y Luis Alberto Lacalle Pou (estos dos últimos manejaron la eventualidad de abrir una lista propia). - Alianza Nacional: Jorge Larrañaga encabezó la lista, seguido por Sergio Abreu, Eber da Rosa Vázquez, Carlos Moreira, Guillermo Besozzi y Carlos Daniel Camy. - El diputado Alberto Perdomo decidió presentar lista propia al Senado. Recibió el apoyo de la agrupación Cristianos por Uruguay. - Martín Padern encabezó su propia nómina al Senado. - Se presentaron también dos listas al Senado, encabezadas por Francisco Gallinal; obtuvieron una votación marginal. |

| Se presentaron varias listas al Senado, como una manera de invitar a la ciudadanía a participar. Se conformaron dos sublemas: - Sublema «Vamos Colorados»: - Vamos Uruguay con la lista 10 presentó su propia nómina encabezada por Pedro Bordaberry, Germán Coutinho, Ope Pasquet, Max Sapolinsky y Germán Rama. En lo que respecta a la Cámara de Diputados llevó a Ope Pasquet en primer lugar y a Fernando Amado en segundo lugar por el departamento de Montevideo. - Martín Aguirrezabala encabezó la lista 11. - Sublema «Renovación Colorada y Batllista»: - Propuesta Batllista, nuevo sector conformado por la coalición del Foro Batllista y la Lista 15, que llevó como candidatos a José Amorín Batlle y Tabaré Viera, seguidos por Eduardo Malaquina, Wilson Sanabria, Tabaré Hackenbruch Legnani y Óscar Magurno. - «Uruguay es posible», la vieja Unión Colorada y Batllista, tuvo su propia lista al Senado encabezada por Alberto Iglesias. - José Pablo Franzini encabezó la Lista 5. - Diego Martínez presentó la Lista 42. Se manejó la posibilidad de otra lista encabezada por el expresidente Jorge Batlle Ibáñez, opción que no tuvo lugar. |

| Llevaron dos listas al Senado: - «Cambiar la política», la lista oficial del partido, encabezada por Pablo Mieres. - El denominado Movimiento de los Comunes tuvo su propia lista encabezada por Víctor Pezzano. |

| Intentaron que Helios Sarthou retornase al Senado; presentaron cinco listas al Senado: - Movimiento 26 de Marzo, lista 326, con Helios Sarthou y Eduardo Rubio - Los Bolcheviques, lista 6464 (en el interior, 6363), con Carlos Arambillete - Partido Humanista del Uruguay, lista 1969, con Helios Sarthou y Jorge Mirone - Grupo Avanzar, lista 13013, con Helios Sarthou y Claudia Lugo - Movimiento de Defensa de los Jubilados (MODEJU), lista 3060, con Helios Sarthou y Felisa Alonso |

## La campaña
Desde julio, esta campaña se caracterizó por la polarización entre los candidatos presidenciales. De hecho, se instaló una polémica acerca del clima más o menos atractivo para los inversores internacionales si ganaba uno u otro candidato.
Además, hubo diferencias generacionales entre los candidatos principales: Mujica tenía 74 años y Lacalle 67, en tanto Bordaberry sólo tenía 49; Mujica y Lacalle cargaban sobre sus hombros con medio siglo de historia política del país.

### Diferencias entre candidatos y programas
El debate ideológico, manifiesto o velado, caracterizó a estos comicios: tras la presidencia de Tabaré Vázquez que, en términos generales, tuvo un sesgo socialdemócrata, abarcativa del espectro de la sociedad, esta elección con Mujica y Lacalle como favoritos, dio para pensar en una polarización entre las opciones «por el pobrerío» o «por el capital», si bien hubo quienes procuran minimizar este extremo y hasta los propios candidatos procuraron contrarrestar esa sensación, con discursos que invitaban a «no asustar al capital» y a «centrarse en lo social». El hecho de que los candidatos a vicepresidente tuvieran posiciones respectivamente más moderadas, procuró ir en esa dirección. De todos modos, evidentemente había diferencias sustantivas en el plano económico y financiero, en particular en lo relativo al tratamiento del secreto bancario en Uruguay.
José Mujica removió la interna de su partido, proponiendo la venta de acciones de las empresas estatales, lo cual fue resistido por los gremios de funcionarios públicos. Si bien hubo quienes reclamaron que un próximo gobierno del Frente Amplio fuese «de izquierda en serio», con un intenso intervencionismo del Estado.
El tamaño del gasto público y su asignación también fue tema de campaña; Lacalle expresó la necesidad de «pasar la motosierra al gasto público», en alusión al incremento del gasto durante la administración de Vázquez. Posteriormente aclaró que su afirmación se refería a que se proponía administrar en forma más eficaz los recursos para el área social. El Frente Amplio aprovechó el hecho para afirmar que los blancos pretendían recortar el gasto social; el politólogo Daniel Chasquetti calificó a la imagen de la motosierra como «el principal símbolo de la campaña».
También estuvo muy presente el pasado de cada candidato: Mujica fue guerrillero tupamaro, Lacalle un presidente cuestionado. Pedro Bordaberry cargaba con el apellido de su padre dictador.
Ante la eventualidad de una segunda vuelta electoral en noviembre, se especuló con que Bordaberry apoyase a Lacalle, lo que finalmente ocurrió.

### El papel de los candidatos a vice
Las fórmulas presidenciales de los dos partidos con mayores chances para ganar reunieron en cada caso al ganador y al segundo en votos de las internas de junio. No se trató, por lo tanto, de «candidatos de consenso» o «de relleno», sino de líderes de importantes sectores en sus respectivos partidos, a los cuales se les dio un destacado papel en la campaña. De acuerdo a declaraciones del candidato José Mujica, Danilo Astori, ministro de economía durante los cuatro primeros años de la presidencia de Tabaré Vázquez, sería una especie de «primer ministro de hecho» y se le delegaría la designación del equipo económico. Por su parte, Jorge Larrañaga adoptó un papel de atacante de los adversarios frenteamplistas.
En cambio, el candidato a la vicepresidencia por el Partido Colorado, Hugo de León, se perfiló como una figura totalmente novedosa en política, y apeló a la fidelidad colorada y al crecimiento de su hasta entonces menguado partido.

### Publicidad electoral
Como en todas las elecciones uruguayas, la propaganda en vía pública fue infaltable. También la música jugó un rol fundamental; no sólo los jingles oficiales, sino además otros temas que se difundieron entre el electorado: «Vamos Pepe», «El baile del Qki» y el «Reggaeton de Pedro». Poco a poco va adoptándose la modalidad de promoción a través de internet, impulsada por las Redes Frenteamplistas y militantes independientes.

### Inusitada cantidad de indecisos
Como puede apreciarse más adelante en los cuadros de encuestas, en esta campaña se dio un fenómeno muy desacostumbrado en Uruguay: faltando menos de un mes para las elecciones, aumentaba la cantidad de indecisos y, en particular, los dos partidos con mayores chances de conquistar la Presidencia perdían puntos. Dos factores que incidieron decisivamente para que así fuera, fueron los errores cometidos por los propios candidatos: Lacalle con sus declaraciones relativas a su intención de «pasarle la motosierra al gasto público», y Mujica con la publicación del libro «Pepe coloquios», el cual desató una polémica pública y hasta críticas de Argentina.
No faltaron además, quienes provieron el voto en blanco como forma de protesta.

### Repercusiones en el extranjero
La contienda electoral uruguaya acaparó la atención de los medios de prensa internacionales. Un claro ejemplo fue The Economist, donde se consideró que, a pesar del trasfondo tan diferente entre los dos candidatos más importantes, era innegable la imperiosa necesidad de conquistar los votos del centro político, tanto para ganar la elección, como para hacer gobernable al país. También se destacó el compromiso con la solidez institucional.
Por su parte, en la prensa alemana retrataron estos comicios como un dilema de orientación: entre darle impulso a las reformas de izquierda con un tufillo de los años 1960, o volver al pasado con recetas neoliberales de los años 1990.
En Argentina se destacó que se trataba de una carrera entre dos hábiles y populares políticos, que a priori parecían estar en las antípodas ideológicas. También se resaltó el plebiscito anulatorio de la Ley de Caducidad, que podía inscribirse en una tendencia regional al revisionismo.
Las visitas de la fórmula frenteamplista a la presidenta Michelle Bachelet en Chile y al presidente Lula en Brasil tuvieron repercusión en el marco de una Sudamérica conmovida por el fenómeno de Hugo Chávez, apuntando a marcar un perfil socialdemócrata y dialoguista.
El periódico estadounidense Washington Post resaltó la «dura decisión» que enfrentaban los uruguayos en esta instancia. Sin embargo, el semanario británico The Economist consideró que Uruguay no corre riesgo de convertirse en un país gobernado por la extrema izquierda, al haber suficiente equilibrio en los procedimientos parlamentarios.

### La campaña hacia el balotaje
La primera vuelta arrojó como resultado un parlamento con mayoría legislativa frenteamplista, 16 senadores y 50 diputados. Ante tal panorama, varios auguraron un seguro triunfo de la fórmula José Mujica-Danilo Astori en el balotaje del 29 de noviembre. Por su parte, Lacalle afirmó que su gobierno representaría una continuidad del estilo de gestión de Tabaré Vázquez y apeló al «equilibrio» que podría aportar su triunfo (entendido como mayoría parlamentaria en manos de un Partido y Poder Ejecutivo en manos de otro). La politóloga y senadora electa por el FA, Constanza Moreira, consideró que esta interpretación de «equilibrio» era falaz. En este sentido, argumentó que, cuando un gobierno tiene un Ejecutivo en manos de un partido o coalición y un parlamento adverso al mismo por mayoría absoluta, no se está en una situación de gobierno equilibrado sino de «gobierno dividido», lo cual pone «al propio sistema al borde de un conflicto de poderes».
Se consideró que se estaban confrontando diferentes modelos de país. Por otra parte, Lacalle y Mujica despertaban rechazo en buena parte de la población; y muchos no les perdonaron una cantidad de errores cometidos en plena campaña. Lacalle pronunció su frase de la "motosierra", que abrió un flanco muy débil aprovechado por sus adversarios; posteriormente trató de «atorrantes» a los recipientes de ayuda social. Por su parte, Mujica fue públicamente criticado por el presidente Vázquez, por decir «estupideces» en la campaña.
Un insuceso de naturaleza policial, el «Caso Feldman», enrareció la campaña, cuando se halló un verdadero arsenal clandestino en pleno Montevideo. Esto desató un tembladeral de acusaciones políticas que hicieron temer por el resultado del balotaje; pero también hubo quienes contraatacaron con humor.

Encuestas de 2009

## Encuestas
Las encuestas realizadas para la instancia de octubre indicaron que el oficialista Frente Amplio convocaría entre un 44% y un 45% de intención de voto, seguido por el Partido Nacional, que oscilaría entre el 28,7% y el 32%, y en un lejano tercer lugar el Partido Colorado entre un 10% y un 13,4%. En cuarto lugar se ubicaría el Partido Independiente con entre el 2% y 3% de las preferencias electorales, y finalmente un porcentaje de entre 9% y 14% de la población se manifiestaría indecisa o a favor de otras opciones (Asamblea Popular, votar en blanco o anulado). Con respecto al gran porcentaje de indecisos existentes, se consideró que serían los definitorios, especialmente ante un posible balotaje. Durante el año 2008, los políticos colorados se preocuparon por la polarización entre blancos y frentistas, previendo una suerte de «balotaje anticipado» en octubre. Sin embargo, con el resultado de las elecciones internas, no perdieron las esperanzas de remontar algunos puntos porcentuales.

### Segunda Vuelta
Tal cual lo preanunciaron las encuestas, la segunda vuelta se disputó entre José Mujica y Luis Alberto Lacalle. Pedro Bordaberry brindó su apoyo a Lacalle en esta instancia.
| Encuesta              | Fecha                                              | Frente Amplio  | Frente Amplio | Partido Nacional | Partido Nacional     | NS/NR/NN |  |  |  |
| --------------------- | -------------------------------------------------- | -------------- | ------------- | ---------------- | -------------------- | -------- |  |  |  |
| Encuesta              | Fecha                                              |                |               |                  |                      |          |  |  |  |
| Cifra                 | Entre el 21 y 22 de noviembre de 2009              | José Mujica    | 49,7%         | 41,7%            | Luis Alberto Lacalle | 8,6%     |  |  |  |
| Factum                | Entre el 21 y 22 de noviembre de 2009              | José Mujica    | 50,0%         | 41,0%            | Luis Alberto Lacalle | 9,0%     |  |  |  |
| Equipos Mori          | Entre el 19 y 22 de noviembre de 2009              | José Mujica    | 50,0%         | 41,0%            | Luis Alberto Lacalle | 9,0%     |  |  |  |
| Interconsult          | Entre el 19 y 22 de noviembre de 2009              | José Mujica    | 49,6%         | 42,1%            | Luis Alberto Lacalle | 8,3%     |  |  |  |
| Interconsult          | Entre el 14 y 16 de noviembre de 2009              | José Mujica    | 48,0%         | 42,0%            | Luis Alberto Lacalle | 10,0%    |  |  |  |
| Factum                | Entre el 14 y 15 de noviembre de 2009              | José Mujica    | 50,0%         | 40,0%            | Luis Alberto Lacalle | 10,0%    |  |  |  |
| Equipos Mori          | Entre el 11 y 12 de noviembre de 2009              | José Mujica    | 50,0%         | 42,0%            | Luis Alberto Lacalle | 8,0%     |  |  |  |
| Cifra                 | Entre el 7 y 9 de noviembre de 2009                | José Mujica    | 49,0%         | 40,0%            | Luis Alberto Lacalle | 11,0%    |  |  |  |
| Factum                | Entre el 7 y 8 de noviembre de 2009                | José Mujica    | 49,0%         | 40,0%            | Luis Alberto Lacalle | 11,0%    |  |  |  |
| Interconsult          | Entre el 31 de octubre y el 2 de noviembre de 2009 | José Mujica    | 47,0%         | 40,0%            | Luis Alberto Lacalle | 13,0%    |  |  |  |
| Equipos Mori          | Entre el 30 de octubre y el 3 de noviembre de 2009 | José Mujica    | 50,0%         | 42,0%            | Luis Alberto Lacalle | 8,0%     |  |  |  |
| Factum                | Entre el 30 de octubre y el 1 de noviembre de 2009 | José Mujica    | 49,0%         | 42,0%            | Luis Alberto Lacalle | 9,0%     |  |  |  |
| Grupo Radar           | Entre el 10 y el 18 de octubre de 2009             | José Mujica    | 47,0%         | 41,0%            | Luis Alberto Lacalle | 12,0%    |  |  |  |
| Equipos Mori          | 4 de agosto de 2009                                | José Mujica    | 46,0%         | 45,0%            | Luis Alberto Lacalle | 9,0%     |  |  |  |
| Interconsult          | Entre el 6 y 9 de febrero de 2009                  | Danilo Astori  | 45,0%         | 42,0%            | Jorge Larrañaga      | 13,0%    |  |  |  |
| Interconsult          | Entre el 6 y 9 de febrero de 2009                  | Danilo Astori  | 46,0%         | 39,0%            | Luis Alberto Lacalle | 15,0%    |  |  |  |
| Interconsult          | Entre el 6 y 9 de febrero de 2009                  | José Mujica    | 44,0%         | 44,0%            | Jorge Larrañaga      | 12,0%    |  |  |  |
| Interconsult          | Entre el 6 y 9 de febrero de 2009                  | José Mujica    | 47,0%         | 42,0%            | Luis Alberto Lacalle | 11,0%    |  |  |  |
| Ipsos - Mora y Araujo | Entre el 4 y el 9 de diciembre de 2008             | Danilo Astori  | 50,0%         | 37,0%            | Jorge Larrañaga      | 13,0%    |  |  |  |
| Ipsos - Mora y Araujo | Entre el 4 y el 9 de diciembre de 2008             | Danilo Astori  | 49,0%         | 38,0%            | Luis Alberto Lacalle | 13,0%    |  |  |  |
| Ipsos - Mora y Araujo | Entre el 4 y el 9 de diciembre de 2008             | José Mujica    | 48,0%         | 41,0%            | Jorge Larrañaga      | 11,0%    |  |  |  |
| Ipsos - Mora y Araujo | Entre el 4 y el 9 de diciembre de 2008             | José Mujica    | 51,0%         | 38,0%            | Luis Alberto Lacalle | 11,0%    |  |  |  |
| Factum                | Entre el 15 y el 20 de noviembre de 2008           | Danilo Astori  | 48,0%         | 48,0%            | Jorge Larrañaga      | 4,0%     |  |  |  |
| Factum                | Entre el 15 y el 20 de noviembre de 2008           | Danilo Astori  | 50,0%         | 44,0%            | Luis Alberto Lacalle | 6,0%     |  |  |  |
| Factum                | Entre el 15 y el 20 de noviembre de 2008           | José Mujica    | 48,0%         | 48,0%            | Jorge Larrañaga      | 4,0%     |  |  |  |
| Factum                | Entre el 15 y el 20 de noviembre de 2008           | José Mujica    | 50,0%         | 45,0%            | Luis Alberto Lacalle | 5,0%     |  |  |  |
| Factum                | Entre el 15 y el 20 de noviembre de 2008           | Tabaré Vázquez | 46,0%         | 49,0%            | Jorge Larrañaga      | 5,0%     |  |  |  |
| Factum                | Entre el 15 y el 20 de noviembre de 2008           | Tabaré Vázquez | 49,0%         | 45,0%            | Luis Alberto Lacalle | 6,0%     |  |  |  |

### Primera Vuelta
| Encuesta     | Fecha                                                                | José Mujica | Luis Alberto Lacalle | Pedro Bordaberry | Pablo Mieres | NS/NC/Otros |  |  |  |
| ------------ | -------------------------------------------------------------------- | ----------- | -------------------- | ---------------- | ------------ | ----------- |  |  |  |
| Encuesta     | Fecha                                                                |             |                      |                  |              |             |  |  |  |
| Factum       | Entre el 17 y 18 de octubre de 2009                                  | 46,0%       | 29,0%                | 13,0%            | 3,0%         | 9,0%        |  |  |  |
| Cifra        | Entre el 16 y 18 de octubre de 2009 (Con proyección de indecisos)    | 49,0%       | 32,0%                | 14,0%            | 2,5%         | 2,5%        |  |  |  |
| Grupo Radar  | Entre el 10 y el 18 de octubre de 2009 (Con proyección de indecisos) | 48,0%       | 31,3%                | 14,9%            | 3,4%         | 2,5%        |  |  |  |
| Interconsult | Entre el 2 y 5 de octubre de 2009                                    | 44,0%       | 31,0%                | 12,0%            | 3,0%         | 10,0%       |  |  |  |
| Factum       | Octubre de 2009                                                      | 44,0%       | 29,0%                | 11,0%            | 3,0%         | 13,0%       |  |  |  |
| Cifra        | Entre el 26 y 28 de septiembre de 2009                               | 45,0%       | 31,0%                | 12,0%            | 2,0%         | 10,0%       |  |  |  |
| Equipos Mori | Entre el 18 y 24 de septiembre de 2009                               | 44,0%       | 30,0%                | 10,0%            | 2,0%         | 14,0%       |  |  |  |
| Factum       | Setiembre de 2009                                                    | 44,0%       | 32,0%                | 11,0%            | 2,0%         | 11,0%       |  |  |  |
| Grupo Radar  | Entre el 12 y el 20 de septiembre de 2009                            | 45,0%       | 32,0%                | 11,0%            | 3,0%         | 9,0%        |  |  |  |
| Interconsult | Entre el 12 y 14 de septiembre de 2009                               | 45,0%       | 32,0%                | 11,0%            | 2,0%         | 10,0%       |  |  |  |
| Cifra        | Entre el 29 de agosto y el 1 de septiembre de 2009                   | 45,0%       | 32,0%                | 10,0%            | 2,0%         | 11,0%       |  |  |  |
| Factum       | Entre el 22 y 30 de agosto de 2009                                   | 46,0%       | 34,0%                | 10,0%            | 2,0%         | 8,0%        |  |  |  |
| Equipos Mori | Entre el 19 y 26 de agosto de 2009                                   | 45,0%       | 34,0%                | 9,0%             | 3,0%         | 9,0%        |  |  |  |
| Interconsult | Entre el 15 y 17 de agosto de 2009                                   | 44,0%       | 35,0%                | 10,0%            | 2,0%         | 9,0%        |  |  |  |
| Cifra        | Entre el 25 y 29 de julio de 2009                                    | 44,0%       | 36,0%                | 10,0%            | 2,0%         | 8,0%        |  |  |  |
| Factum       | Entre el 24 y 29 de julio de 2009                                    | 45,0%       | 38,0%                | 9,0%             | 1,0%         | 6,0%        |  |  |  |
| Equipos Mori | Entre el 23 y 30 de julio de 2009                                    | 44,0%       | 34,0%                | 11,0%            | 1,0%         | 10,0%       |  |  |  |
| Interconsult | Entre el 10 y 12 de julio de 2009                                    | 42,0%       | 36,0%                | 10,0%            | 2,0%         | 10,0%       |  |  |  |

### Encuestas pre-internas
| Encuesta                        | Fecha                                                 | Frente Amplio | Partido Nacional | Partido Colorado | Partido Independiente | NS/NC/Otros |  |  |  |
| ------------------------------- | ----------------------------------------------------- | ------------- | ---------------- | ---------------- | --------------------- | ----------- |  |  |  |
| Encuesta                        | Fecha                                                 |               |                  |                  |                       |             |  |  |  |
| Factum                          | 25 de junio de 2009                                   | 46,0%         | 39,0%            | 10,0%            | 2,0%                  | 3,0%        |  |  |  |
| Cifra                           | Entre el 5 y 8 de junio de 2009                       | 43,0%         | 39,0%            | 8,0%             | 1,0%                  | 9,0%        |  |  |  |
| Radar                           | Entre el 21 y 30 de mayo de 2009                      | 46,7%         | 31,6%            | 7,7%             | 0,8%                  | 13,2%       |  |  |  |
| Equipos Mori                    | Entre el 22 y 30 de mayo de 2009                      | 44,0%         | 34,0%            | 8,0%             | 1,0%                  | 13,0%       |  |  |  |
| Interconsult                    | Entre el 8 y 17 de mayo de 2009                       | 43,0%         | 35,0%            | 7,0%             | 1,0%                  | 14,0%       |  |  |  |
| Cifra González Raga & Asociados | Entre el 8 y 11 de mayo de 2009                       | 43,0%         | 38,0%            | 7,0%             | 2,0%                  | 10,0%       |  |  |  |
| Equipos Mori                    | Entre el 23 y 30 de abril de 2009                     | 44,0%         | 35,0%            | 8,0%             | 1,0%                  | 12,0%       |  |  |  |
| Interconsult                    | Entre el 13 y 19 de abril de 2009                     | 43,0%         | 35,0%            | 8,0%             | 1,0%                  | 13,0%       |  |  |  |
| Cifra González Raga & Asociados | Entre el 3 y 7 de abril de 2009                       | 45,0%         | 35,0%            | 7,0%             | 2,0%                  | 11,0%       |  |  |  |
| Radar                           | Entre el 20 y 27 de marzo de 2009                     | 45,5%         | 31,4%            | 7,7%             | 0,8%                  | 14,6%       |  |  |  |
| Equipos Mori                    | Entre el 18 y 26 de marzo de 2009                     | 44,0%         | 35,0%            | 7,0%             | 1,0%                  | 13,0%       |  |  |  |
| Interconsult                    | Entre el 12 y 16 de marzo de 2009                     | 42,0%         | 37,0%            | 7,0%             | 2,0%                  | 12,0%       |  |  |  |
| Factum                          | Entre el 7 de marzo y 15 de marzo de 2009             | 45,0%         | 35,0%            | 8,0%             | 1,5%                  | 10,5%       |  |  |  |
| Cifra González Raga & Asociados | Entre el 28 de febrero y 4 de marzo de 2009           | 43,0%         | 38,0%            | 7,0%             | 1,0%                  | 11,0%       |  |  |  |
| Equipos Mori                    | Entre el 5 y el 21 de febrero de 2009                 | 44,0%         | 34,0%            | 7,0%             | 2,0%                  | 13,0%       |  |  |  |
| Ipsos - Mora y Araujo           | Entre el 4 y el 9 de diciembre de 2008                | 40,0%         | 27,0%            | 4,0%             | 1,0%                  | 29,0%       |  |  |  |
| Interconsult                    | Entre el 12 y 16 de diciembre de 2008                 | 41,0%         | 36,0%            | 9,0%             | 1,5%                  | 12,5%       |  |  |  |
| Equipos Mori                    | Entre el 28 de noviembre y el 11 de diciembre de 2008 | 43,0%         | 36,0%            | 8,0%             | 1,0%                  | 12,0%       |  |  |  |
| Grupo Radar                     | Entre el 18 de noviembre y el 14 de diciembre de 2008 | 42,0%         | 32,0%            | 7,0%             | 1,0%                  | 18,0%       |  |  |  |
| Factum                          | Entre el 15 y el 20 de noviembre de 2008              | 42,0%         | 37,0%            | 9,0%             |                       | 12,0%       |  |  |  |
| Interconsult                    | Entre el 14 y 17 de noviembre del 2008                | 40,0%         | 36,0%            | 8,0%             | 2,0%                  | 14,0%       |  |  |  |
| Cifra González Raga & Asociados | Entre el 15 y 24 de noviembre de 2008                 | 41,0%         | 36,0%            | 9,0%             | 1,0%                  | 13,0%       |  |  |  |
| Cifra González Raga & Asociados | Entre el 6 y 14 de septiembre de 2008                 | 43,0%         | 37,0%            | 9,0%             | 1,0%                  | 10,0%       |  |  |  |
| Radar                           | Entre el 17 de septiembre y el 8 de octubre de 2008   | 40,0%         | 34,0%            | 8,0%             | 1,0%                  | 17,0%       |  |  |  |
| Cifra González Raga & Asociados | Entre el 19 y 27 de julio de 2008                     | 42,0%         | 35,0%            | 7,0%             | 1,0%                  | 15,0%       |  |  |  |
| Factum                          | Junio de 2008                                         | 46,0%         | 34,0%            | 9,0%             | 1,0%                  | 10,0%       |  |  |  |
| Equipos Mori                    | Junio de 2008                                         | 34,0%         | 32,3%            | 13,3%            |                       | 20,4%       |  |  |  |
| Cifra González Raga & Asociados | Entre el 26 de abril y el 3 de mayo de 2008           | 40,0%         | 32,0%            | 8,0%             |                       | 20,0%       |  |  |  |
| Factum                          | Marzo de 2008                                         | 42,0%         | 35,0%            | 8,0%             | 1,0%                  | 14,0%       |  |  |  |
| Factum                          | Diciembre de 2007                                     | 44,0%         | 34,0%            | 9,0%             | 2,0%                  | 11,0%       |  |  |  |
| Factum                          | Entre el 9 al 23 de septiembre de 2007                | 47,0%         | 31,0%            | 9,0%             | 1,0%                  | 12,0%       |  |  |  |

## Plebiscitos
Según establece la Constitución, el día de las elecciones nacionales pueden someterse a voto popular propuestas de reformas de la Carta Magna. Estas propuestas pueden ser sometidas con una cantidad del 10% del padrón electoral (unos 250.000 ciudadanos) de firmas de ciudadanos. O con el voto de 2/5 de la Asamblea General.
El día de la elección quienes acompañen esta iniciativa pueden incluir en el sobre de votación la papeleta correspondiente a la aprobación de la o las reformas plebiscitadas.
Dos propuestas fueron evaluadas por la ciudadanía en octubre de 2009:
- Voto en el exterior: Es un viejo anhelo de muchas organizaciones sociales y la izquierda en general, que permitiría que los uruguayos residentes en el exterior emitieran su voto por carta. El primero de abril de 2009 la Asamblea General solo con el apoyo de los legisladores del Frente Amplio aprobó someter a plebiscito esta propuesta. En el plebiscito celebrado el 25 de octubre de 2009, 862.454 sufragantes (37,42%) votaron a favor de habilitar la enmienda constitucional para habilitar el voto en el exterior. Por consiguiente, la enmienda propuesta se dio por rechazada, ya que necesitaba más de 50% de los votos emitidos para ser aprobada.[137]

- Anulación de la Ley de Caducidad: Esta es una ley aprobada a fines de 1986 en la que el Estado renuncia a investigar y a acusar a aquellos militares y policías quienes hayan cometido delitos de lesa humanidad en la pasada dictadura cívico-militar. Entre el 2007 y el 2009 tuvo lugar una campaña por su anulación es apoyada por el PIT-CNT, la FEUU (Federación de Estudiantes Universitarios del Uruguay), SERPAJ, el propio Frente Amplio y otras organizaciones sociales. El 24 de abril de 2009 fueron entregadas 340.043 firmas que fueron contabilizadas por la Corte Electoral. El 14 de junio a las 16:35 el control de las firmas fue detenido al haberse alcanzado las 258.326 firmas válidas necesarias.[138] En el plebiscito celebrado el 25 de octubre de 2009, 1.105.768 sufragantes (47,98%) votaron a favor de habilitar la enmienda para incorporar la anulación parcial de la ley a la Constitución. Por consiguiente, la enmienda propuesta se dio por rechazada, ya que necesitaba más de 50% de los votos emitidos para ser aprobada.[137]

Resultados por circunscripción electoral.

## Resultados
- Una aclaración pertinente:

A partir de las modificaciones electorales introducidas por la reforma constitucional de 1996, que introducía el balotaje o segunda vuelta electoral para el cargo de Presidente de la República, empezó a tomar mayor relevancia los votos en blanco y anulados. Esto se debe a que la normativa que determina la existencia de una segunda vuelta a nivel presidencial, obliga a que un candidato obtenga el 50% de los votos emitidos (válidos + blancos + anulados) en las elecciones de octubre o primera vuelta para evitar que se produzca una segunda vuelta en noviembre (artículo 151 de la Constitución). Desde entonces, se ha vuelto un hecho común contabilizar los votos blancos o anulados como votos válidos en las elecciones de todo tipo en Uruguay, sea de tipo presidencial, legislativo o municipal, tal como los votos que efectivamente expresan una preferencia por un lema y candidato determinado. Considerando que durante casi un siglo nunca se tomaron en cuenta en el cálculo de porcentajes los votos en blanco o nulos, vale ahora aclarar que a partir de esta elección, el cálculo del porcentaje de votos recibido por cada candidato o lema toma en cuenta los votos válidos, aunque también se puede calcular a partir de los votos emitidos. En la elección legislativa esta disyuntiva no se plantea, dado que el voto en blanco o nulo no contabiliza para la adjudicación de bancas legislativas, como tampoco en lo municipal, para la adjudicación de curules en las Juntas Departamentales. En el caso de las elecciones internas de los partidos políticos, tampoco, en el sentido que no contabiliza para la adjudicación de cargos para los cargos de convencional para la integración del Organismo Deliberativo Nacional y/o del Organismo Deliberativo Departamental. 

### Primera vuelta

#### Resultados presidenciales oficiales
| Partido político / Coalición   | Fórmula presidencial                   | Votos     | Porcentaje | Senadores | Diputados | Resultado   |
| ------------------------------ | -------------------------------------- | --------- | ---------- | --------- | --------- | ----------- |
| Frente Amplio                  | José Mujica - Danilo Astori            | 1.105.262 | 47,96 %    | 16/30     | 50/99     | Balotaje    |
| Partido Nacional               | Luis Alberto Lacalle - Jorge Larrañaga | 669.942   | 29,07 %    | 9/30      | 30/99     | Balotaje    |
| Partido Colorado               | Pedro Bordaberry - Hugo de León        | 392.307   | 17,02 %    | 5/30      | 17/99     |             |
| Partido Independiente          | Pablo Mieres - Iván Posada             | 57.360    | 2,49 %     | 0/30      | 2/99      |             |
| Asamblea Popular               | Raúl Rodríguez - Delia Villalba        | 15.428    | 0,67 %     | 0/30      | 0/99      |             |
| Plebiscitos                    | Ley de Caducidad                       | 1.105.768 | 47,98%     | 47,98%    | 47,98%    | No aprobado |
| Plebiscitos                    | Voto epistolar                         | 862.454   | 37,42%     | 37,42%    | 37,42%    | No aprobado |
| Votos anulados                 | Votos anulados                         | 26.950    | 1,17%      | 1,17%     | 1,17%     |             |
| Votos en blanco                | Votos en blanco                        | 22.828    | 0,99%      | 0,99%     | 0,99%     |             |
| Votos observados anulados      | Votos observados anulados              | 199       | 0,01%      | 0,01%     | 0,01%     |             |
| Total de votos válidos         | Total de votos válidos                 | 2.240.299 | 2.240.299  | 2.240.299 | 2.240.299 |             |
| Total de votos emitidos        | Total de votos emitidos                | 2.304.686 | 2.304.686  | 2.304.686 | 2.304.686 |             |
| Total de electores habilitados | Total de electores habilitados         | 2.563.397 | 2.563.397  | 2.563.397 | 2.563.397 |             |

Fuente: Serie de Resultados de Elecciones presidenciales - Facultad de Ciencias Sociales - Instituto de Ciencia Política
En la primera vuelta de estas elecciones, que tuvieron lugar el 25 de octubre de 2009, el Frente Amplio resultó el partido más votado, con 1.105.262 votos, lo cual corresponde a un 49,34% del total de los votos válidos. Lo siguió el Partido Nacional con 669.942 (29,90%), el Partido Colorado con 392.307 (17,51%), el Partido Independiente con 57.360 (2,56%) y Asamblea Popular con 15.428 (0,69%). Dentro de los 2.304.686 votos emitidos también hubo 22.828 (0,99%) votos totalmente en blanco, 14.410 (0,63%) votos en blanco a nivel partidario pero con papeleta plebiscitaria, 26.950 votos anulados (1,17%) y 199 votos observados-anulados. Al no obtener ninguna candidatura presidencial el 50% de los sufragios, se procedió a la realización de una segunda vuelta entre las dos fórmulas presidenciales más votadas el último domingo de noviembre.
En esta primera vuelta, también quedó definida la integración de la Cámara de Senadores y la Cámara de Representantes. En la primera, el Frente Amplio obtuvo 15 integrantes (eventualmente, la mayoría absoluta en el Senado quedó confirmada con la elección de Danilo Astori a la Vicepresidencia, en la segunda vuelta electoral), el Partido Nacional logró 9 miembros y el Partido Colorado 5.
Asimismo en la Cámara de Representantes, el Frente Amplio también obtuvo la mayoría absoluta del organismo, con 50 miembros. En tanto, el Partido Nacional logró 30 bancas, el Partido Colorado 17 y el Partido Independiente 2.
|                |             |             |                      |                      |                  |                  | Ley de caducidad | Ley de caducidad | Voto epistolar | Voto epistolar |
| Departamentos  | José Mujica | José Mujica | Luis Lacalle Herrera | Luis Lacalle Herrera | Pedro Bordaberry | Pedro Bordaberry | SI               | NO               | SI             | NO             |
| -------------- | ----------- | ----------- | -------------------- | -------------------- | ---------------- | ---------------- | ---------------- | ---------------- | -------------- | -------------- |
| Artigas        | 19 362      | 36,93%      | 21 464               | 40,94%               | 9801             | 18,69%           | 31,78%           | 68,22%           | 28,78%         | 71,22%         |
| Canelones      | 166 185     | 51,04%      | 91 412               | 28,08%               | 46 580           | 14,31%           | 50,87%           | 49,13%           | 39,75%         | 60,25%         |
| Cerro Largo    | 24 968      | 40,12%      | 26 508               | 42,60%               | 8489             | 13,64%           | 36,97%           | 63,03%           | 31,40%         | 68,60%         |
| Colonia        | 35 369      | 38,41%      | 32 720               | 35,54%               | 19 221           | 20,87%           | 39,45%           | 60,55%           | 30,13%         | 69,87%         |
| Durazno        | 14 870      | 34,71%      | 17 819               | 41,60%               | 8019             | 18,72%           | 32,89%           | 67,11%           | 25,69%         | 74,31%         |
| Flores         | 6146        | 30,92%      | 8815                 | 44,35%               | 4162             | 20,94%           | 30,82%           | 69,18%           | 23,15%         | 76,85%         |
| Florida        | 19 750      | 38,42%      | 18 604               | 36,19%               | 10 459           | 20,34%           | 38,57%           | 61,43%           | 29,43%         | 70,57%         |
| Lavalleja      | 14 411      | 30,75%      | 19 522               | 41,66%               | 10 488           | 22,38%           | 29,69%           | 70,31%           | 22,70%         | 77,30%         |
| Maldonado      | 44 580      | 40,89%      | 34 409               | 31,56%               | 23 231           | 21,31%           | 41,32%           | 58,68%           | 32,38%         | 67,62%         |
| Montevideo     | 522 205     | 56,19%      | 202 210              | 21,76%               | 138 987          | 14,96%           | 58,51%           | 41,49%           | 44,47%         | 55,53%         |
| Paysandú       | 37 056      | 45,62%      | 28 451               | 35,03%               | 11 677           | 14,38%           | 44,37%           | 55,63%           | 35,69%         | 64,31%         |
| Río Negro      | 15 480      | 40,54%      | 11 604               | 30,39%               | 9447             | 24,74%           | 39,14%           | 60,86%           | 31,05%         | 68,95%         |
| Rivera         | 24 974      | 33,89%      | 25 976               | 35,25%               | 20 002           | 27,14%           | 29,07%           | 70,93%           | 25,63%         | 74,37%         |
| Rocha          | 22 123      | 41,37%      | 18 067               | 33,79%               | 10 305           | 19,27%           | 37,70%           | 62,30%           | 31,07%         | 68,93%         |
| Salto          | 39 982      | 46,26%      | 23 344               | 27,01%               | 19 445           | 22,50%           | 41,12%           | 58,88%           | 35,62%         | 64,38%         |
| San José       | 30 783      | 42,78%      | 25 305               | 35,17%               | 11 860           | 16,48%           | 41,92%           | 58,08%           | 31,99%         | 68,01%         |
| Soriano        | 27 595      | 43,72%      | 19 098               | 30,26%               | 13 530           | 21,44%           | 42,19%           | 57,81%           | 32,69%         | 67,31%         |
| Tacuarembó     | 25 312      | 37,24%      | 28 605               | 42,09%               | 11 251           | 16,55%           | 35,35%           | 64,65%           | 28,80%         | 71,20%         |
| Treinta y tres | 14 111      | 38,15%      | 16 009               | 43,28%               | 5353             | 14,47%           | 33,77%           | 66,23%           | 27,98%         | 72,02%         |
| Total          | 1.105.262   | 47,96%      | 669.942              | 29,07%               | 392.307          | 17,02%           | 47,98%           | 52,02%           | 37,42%         | 62,58%         |

### Segunda vuelta

#### Resultados presidenciales oficiales
| Partido político / Coalición   | Fórmula presidencial                   | Votos al partido | Porcentaje de votos válidos | Porcentaje de votos emitidos | Resultado         |
| ------------------------------ | -------------------------------------- | ---------------- | --------------------------- | ---------------------------- | ----------------- |
| Frente Amplio                  | José Mujica - Danilo Astori            | 1.197.638        | 54.63 %                     | 52.39 %                      | Fórmula ganadora  |
| Partido Nacional               | Luis Alberto Lacalle - Jorge Larrañaga | 994.510          | 45,37 %                     | 43,51 %                      | Fórmula perdedora |
| Votos en blanco                | Votos en blanco                        | 53.100           | -                           | 2,32 %                       |                   |
| Votos anulados                 | Votos anulados                         | 40.103           | -                           | 1,75 %                       |                   |
| Votos observados anulados      | Votos observados anulados              | 607              | -                           | 0,03 %                       |                   |
| Total de votos válidos         | Total de votos válidos                 | 2.192.148        | 2.192.148                   | 2.192.148                    |                   |
| Total de votos emitidos        | Total de votos emitidos                | 2.285.958        | 2.285.958                   | 2.285.958                    |                   |
| Total de electores habilitados | Total de electores habilitados         | 2.563.397        | 2.563.397                   | 2.563.397                    |                   |

En la segunda vuelta de estas elecciones, que tuvieron lugar el 29 de noviembre de 2009, la fórmula del Frente Amplio resultó vencedora, con 1.197.638 votos que representan el 54,63% del total de los votos válidos, contra el los 994.510 votos obtenidos por la fórmula del Partido Nacional, representando un 45.37% de los votos válidos. Considerando los votos emitidos, la fórmula Mujica-Astori obtuvo el 52.39% contra el 43.51% de la fórmula Lacalle-Larrañaga. Hubo, además 53.100 votos en blanco (2,32%), 40.103 votos anulados (1,75%) y 607 votos observados que resultaron anulados. Por consiguiente, José Mujica y Danilo Astori resultaron elegidos presidente y vicepresidente respectivamente.

### Resultados por departamentos en segunda vuelta
| Departamentos ganados por el Frente Amplio (5)     |
| Departamentos ganados por el Partido Nacional (14) |

| Departamentos  | Mujica/Astori | Mujica/Astori | Lacalle/Larrañaga | Lacalle/Larrañaga |
| Artigas        | 21.823        | 43,68%        | 28.133            | 56,32%            |
| Canelones      | 180.138       | 58,06%        | 130.099           | 41,94%            |
| Cerro Largo    | 28.190        | 47,51%        | 31.147            | 52,49%            |
| Colonia        | 39.763        | 45,31%        | 47.993            | 54,69%            |
| Durazno        | 17.160        | 42,12%        | 23.581            | 57,88%            |
| Flores         | 7.477         | 39,92%        | 11.253            | 60,08%            |
| Florida        | 22.196        | 45,48%        | 26.612            | 54,52%            |
| Lavalleja      | 16.664        | 37,37%        | 27.928            | 62,63%            |
| Maldonado      | 50.314        | 48,65%        | 53.110            | 51,35%            |
| Montevideo     | 552.578       | 62,45%        | 332.232           | 37,55%            |
| Paysandú       | 39.123        | 50,82%        | 37.865            | 49,18%            |
| Río Negro      | 17.263        | 47,74%        | 18.899            | 52,26%            |
| Rivera         | 29.677        | 42,64%        | 39.930            | 57,36%            |
| Rocha          | 24.107        | 47,87%        | 26.252            | 52,13%            |
| Salto          | 44.375        | 53,91%        | 37.944            | 46,09%            |
| San José       | 33.644        | 49,11%        | 34.866            | 50,89%            |
| Soriano        | 30.521        | 51,14%        | 29.164            | 48,86%            |
| Tacuarembó     | 27.191        | 41,95%        | 37.627            | 58,05%            |
| Treinta y Tres | 15.434        | 43,71%        | 19.875            | 56,29%            |
| Total          | 1.197.638     | 54,63%        | 994.510           | 45,37%            |